# Trasimedes
Trasimedes, na mitologia grega, foi um filho de Nestor. Seu túmulo se localizava a uma curta distância de Pilos.
Os alcmeônidas, uma importante família histórica ateniense, se diziam descendentes  de Alcmeão, filho de Silo, filho de Trasimedes. Os descendentes de Nestor foram expulsos da Messênia pelos heráclidas, e Alcmeão e Peão, filho de Antíloco, irmão de Trasimedes, se refugiram em Atenas, dando origem às famílias dos alcmeônidas e dos Peônidas.